# The Art of Loving
Pour plus de détails, voir Fiche technique et Distribution.

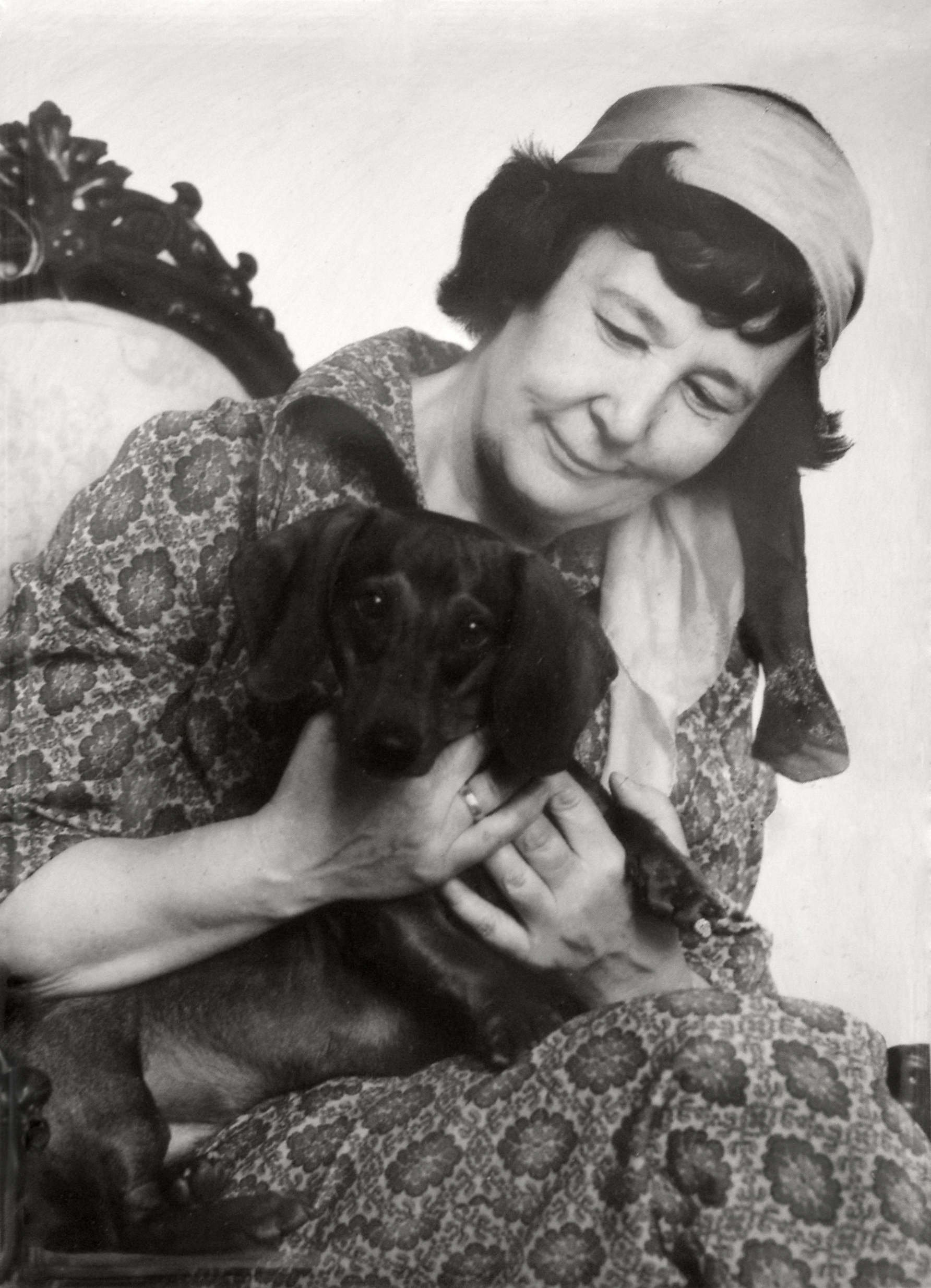
Michalina Wisłocka.

The Art of Loving (titre original : Sztuka kochania. Historia Michaliny Wislockiej) est un film polonais réalisé par Maria Sadowska, sorti en 2017.

## Synopsis
En 1970 dans la Pologne communiste, une femme médecin gynécologue notoire se bat pour faire publier son livre  sur l’amour et la sexualité. Elle se heurte aux préjugés des autorités et la censure.

## Fiche technique
- Titre original : Sztuka kochania. Historia Michaliny Wislockiej
- Titre international : The Art of Loving
- Réalisation : Maria Sadowska
- Scénario : Krzysztof Rak et Blazej Dzikowski d'après le livre de Violetta Ozminkowski
- Photographie : Michal Sobocinski
- Montage : Jaroslaw Kaminski
- Musique : Radzimir Dębski
- Décors : Jacek Czechowski
- Costumes : Ewa Gronowska
- Producteur : Krzysztof Terej
- Sociétés de production : Watchout Studio, Agora S.A., Orange S.A., TVN S.A., Plast Service Pack
- Sociétés de distribution : Next Film (Pologne), Phoenix Productions (Royaume-Uni)
- Pays d'origine :  Pologne
- Langue : Polonais
- Genre : Comédie dramatique, Film biographique
- Dates de sortie : 
  -  Pologne : 27 janvier 2017
  -  Australie : 16 juillet 2017
  -  États-Unis : 22 octobre 2017 (Festival international du film de Chicago) / 7 janvier 2018 (Festival international du film de Palm Springs)
  -  Singapour : 18 mai 2019 (European Union Film Festival)

## Distribution
- Magdalena Boczarska : Michalina Wisłocka
- Eryk Lubos : Jurek
- Justyna Wasilewska : Wanda
- Piotr Adamczyk : Stach Wislocki
- Jaśmina Polak : Tereska
- Nikodem Kasprowicz : Jan Braun
- Tomasz Kot : Zbigniew Religa / journaliste
- Karolina Gruszka : Patient Karolina Siwicka
- Borys Szyc : Krystian
- Arkadiusz Jakubik : Eugeniusz
- Danuta Stenka : la femme du Général
- Wojciech Mecwaldowski : fonctionnaire silencieux du Comité central